# Giovanni Arcangeli
Pour les articles homonymes, voir Arcangeli.
Giovanni Arcangeli est un botaniste italien né à Florence, en Italie, le 18 juillet 1840 et mort à Pise le 16 juillet 1921. Directeur du jardin botanique de Pise pendant 34 ans, c’est un biologiste polyvalent et prolifique qui publie sur de multiples sujets, en botanique, mycologie et phycologie.

## Biographie
Giovanni Arcangeli naît le 18 juillet 1840 à Florence, en Italie, le fils de Raffaele et de Tommasa, comtes de Gaci. Son père meurt alors que Giovanni est enfant. Il étudie au collège Serristori, à Castiglion Fiorentino puis revient à Florence pour faire ses études secondaires.
Diplômé en sciences naturelles de l’université de Pise en 1862, il étudie ensuite l'acide borique. En 1865, il est fait assistant à la chaire de botanique à l'université de Pise. De 1872 à 1874, il occupe la chaire de sciences naturelles de l’institut royal technique de Livourne. En 1874, il est attaché à la chaire de botanique de l’institut royal technique des études supérieures de Florence. En 1879, il devient professeur de botanique et directeur du jardin botanique de l’université royale de Turin, où il s’emploie notamment à moderniser l’enseignement. De 1881 à 1915, il est professeur de botanique et directeur du jardin botanique de l’université royale de Pise, son alma mater. Il contribue à faire agrandir le jardin et à augmenter son rayonnement, en enrichissant notamment sa bibliothèque et son herbier,.
Giovanni Arcangeli s’intéresse non seulement aux plantes terrestres, mais aux champignons et aux algues. Au cours de sa carrière, il publie plus de 200 mémoires et traités sur la structure cellulaire, la physiologie et la morphologie végétales, la pollinisation, les phytopathologies, les plantes fossiles et l’écologie végétale. Le biologiste a une prédilection pour la flore italienne, et écrit notamment deux compendiums botaniques, le Compendio della flora italiana (1882) et le Compendio della botanica (réédité quatre fois). Il s'intéresse également à la sylviculture et l'agriculture, et étudie par exemple le Pin parasol et la multiplication des raisins vinifères américains. Il est plusieurs fois président de la Société botanique d’Italie. De 1904 à 1921, il est président de la Société toscane de sciences naturelles.
En 1915, il est forcé de quitter ses fonctions à l’université de Pise ses fonctions à cause de limites d’âge, mais devient professeur émérite, et continue d’être présent à l’université jusqu’aux derniers jours avant sa mort, le 16 juillet 1921.
Il est considéré comme un érudit zélé et scrupuleux dans ses missions scientifique et didactique. Notoire pour sa modestie, il inclut dans ses dispositions testamentaires la phrase « À ma mort, je souhaite que soient exclues déclarations et manifestations pompeuses. ».

## Contributions à la systématique botanique
Giovanni Archangeli est l’auteur de plusieurs dizaines de taxons biologiques, en particulier en botanique, par exemple Chenolea hirsuta ou Medicago bonarotiana, un type de luzerne. De nombreux autres taxons sont devenus des synonymes au fur et à mesure du développement de la systématique botanique.
Le nom de genre botanique Arcangelisia, de la famille des Ménispermacées est nommé ainsi en hommage à Giovanni Arcangeli. Le genre Arcangelina commémore également le botaniste italien.